# Blindia robusta
Blindia robusta är en bladmossart som beskrevs av Georg Ernst Ludwig Hampe 1860. Blindia robusta ingår i släktet blindior, och familjen Seligeriaceae. Inga underarter finns listade i Catalogue of Life.